# Conflitos armados em Myanmar
Conflitos armados estão em andamento em Mianmar desde 1948, ano em que o país, então conhecido como Birmânia, conquistou a independência do Reino Unido. O conflito tem sido amplamente de base étnica, com vários grupos armados étnicos lutando contra as forças armadas de Mianmar, o Tatmadaw, por autodeterminação. Apesar dos inúmeros acordos de cessar-fogo e da criação de zonas autônomas de autogestão em 2008, muitos grupos continuam a clamar pela independência, maior autonomia ou federalização do país. O conflito é a guerra civil mais longa do mundo, durando mais de sete décadas.

## Contexto
Antes de Mianmar (Birmânia) se tornar independente do Reino Unido, vários grupos anticoloniais protestaram contra o domínio britânico no país. Esses grupos se tornaram especialmente influentes durante a Segunda Guerra Mundial, quando o Império do Japão prometeu um "estado birmanês independente" (embora fosse de fato controlado pelo Japão como um estado fantoche) e nomeou Ba Maw como seu chefe de estado. Durante este período, grupos de extrema esquerda como o Partido Comunista da Birmânia (PCB) e grupos étnicos armados começaram a emergir em oposição aos britânicos e japoneses.
Após a Segunda Guerra Mundial, Aung San negociou com vários líderes étnicos no estado de Shan, e o Acordo de Panglong foi firmado entre eles. O acordo garantiu o direito à autodeterminação, representação política no governo pós-independência e igualdade econômica entre os diversos grupos étnicos. Também deu ao povo Chin, Kachin e Shan a opção de se separar de Mianmar depois de uma década, caso os líderes de seus estados estivessem descontentes com o governo central. No entanto, Aung San foi assassinada pouco depois, e o Acordo de Panglong não foi honrado pelo governo pós-independência. Isso prejudicou ainda mais as relações entre a maioria étnica Bamar e as muitas minorias étnicas do país.

## Linha do tempo

### Conflito pós-independência (1948-1962)
Após a independência da Birmânia do Reino Unido em 4 de janeiro de 1948, os dois maiores grupos de oposição no país eram os comunistas, liderados pelo Partido Comunista da Birmânia (PCB), e os nacionalistas Karen, liderados pela União Nacional Karen (UNK). O primeiro lutou contra o governo colonial britânico antes da independência; no entanto, durante os dias finais da ocupação japonesa da Birmânia na Segunda Guerra Mundial, ambos os grupos ajudaram a luta britânica contra o Exército Imperial Japonês.
Inicialmente, houve calma durante o período de transição após a independência, mas em 2 de abril de 1948, o PCB disparou os primeiros tiros do conflito em Paukkongyi, região de Pegu (atual região de Bago). Em seu pico, o PCB tinha 15.000 soldados em 1949.
Durante o período pós-independência, o UNK favoreceu um estado independente, governado pelo povo Karen. O estado proposto teria abrangido os territórios do estado de Karen e do estado de Karenni (os atuais estado de Kayin e estado de Kayah), na Baixa Birmânia (Mianmar exterior). Desde então, o UNK mudou seu foco da independência total para a autonomia regional, sob um sistema federal com representação justa do Karen no governo.

### Era Ne Win (1962–1988)

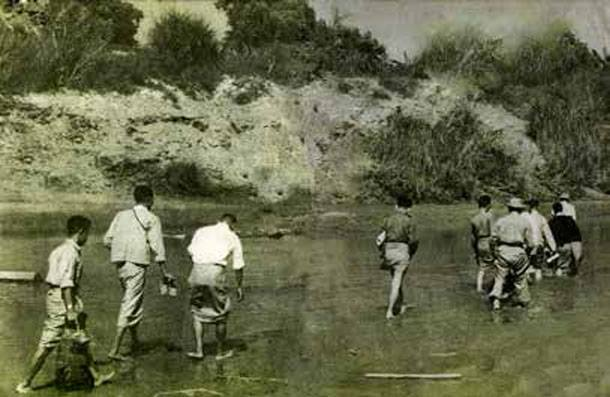
"Eles voltaram": os insurgentes do Partido Comunista da Birmânia voltam para suas bases após o fracasso nas negociações de paz. (Novembro de 1963)

Depois de três governos parlamentares sucessivos em Mianmar, o Tatmadaw (Forças Armadas de Mianmar), liderado pelo General Ne Win, decretou um golpe de estado em 1962, que derrubou o governo parlamentar e o substituiu por uma junta militar. Seguiram-se acusações de graves abusos e violações dos direitos humanos, e o gabinete do governo parlamentar e líderes políticos de grupos étnicos minoritários foram presos e detidos sem julgamento. Por volta desse período, outros grupos de minorias étnicas começaram a formar facções rebeldes maiores, como o Exército da Independência de Kachin, em resposta à recusa do novo governo em adotar um sistema federal.
Em novembro 14 também, Em 1967, a propagação ideológica da Revolução Cultural da China levou a confrontos entre os Bamar e as comunidades chinesas em Rangoon (atual Yangon) e outras cidades. Os confrontos deixaram 31 mortos e levaram a China a começar a apoiar abertamente o Partido Comunista da Birmânia.
Imediatamente após o golpe e novamente em 1972, Ne Win manteve negociações de paz com os insurgentes, mas nas duas vezes elas se desintegraram. Isso se deveu em parte à recusa de Ne Win em adotar um sistema multipartidário federal. Depois do fracasso das negociações, desertores do Tatmadaw e insurgentes étnicos voltaram para suas bases, com as famosas manchetes em Mianmar dizendo "Eles voltaram" (သူတို့ပြန်ကြလေပြီ ) A propriedade privada foi confiscada pelo governo e o Partido do Programa Socialista da Birmânia (PPSB) foi fundado em 1974 para governar o país sob um sistema de partido único. Sob a ditadura de 26 anos de Ne Win, Mianmar tornou-se um reino eremita isolado e um dos países menos desenvolvidos do mundo. Em 1988, protestos estudantis em todo o país resultaram na derrubada do BSPP e do Ne Win, substituídos por um novo regime militar, o Conselho Estatal de Paz e Desenvolvimento.

### Levante de 8888
Em 12 de março de 1988, os estudantes começaram a se manifestar em Rangoon (atual Yangon) contra o governo autoritario de Ne Win e seu Partido do Programa Socialista da Birmânia (BSPP). Os protestos rapidamente se espalharam por todo o país, e o governo do BSPP acabou sendo pressionado a adotar um sistema multipartidário. No entanto, o governo do PPSB foi derrubado por um golpe de estado militar em 18 de setembro de 1988. Os militares então estabeleceram o Conselho Estadual de Restauração da Lei e Ordem (SLORC) e reprimiram violentamente os manifestantes, encerrando todas as manifestações em 21 de setembro de 1988.
As autoridades em Mianmar afirmaram que cerca de 350 pessoas foram mortas, enquanto grupos de oposição afirmaram que milhares morreram nos protestos nas mãos dos militares. De acordo com o The Economist, mais de 3.000 pessoas foram mortas nas manifestações. Apesar de sua violenta repressão à Revolta de 8888, a nova junta militar concordou em acordos de cessar-fogo com certos grupos insurgentes depois que as manifestações cessaram.
Aung San Suu Kyi emergiu da Revolta 8888 como um símbolo do movimento pró-democracia de Mianmar, liderando o maior partido de oposição do país, a Liga Nacional para a Democracia (LND). A junta militar organizou uma eleição geral em 1990, nas quais o NLD obteve a maioria dos votos. No entanto, a junta militar se recusou a reconhecer os resultados e, em vez disso, colocou Aung San Suu Kyi em prisão domiciliar.

### Ditadura dos generais (1988–2011)
Depois de anular os resultados das eleições de 1990, a junta militar consolidou seu domínio sobre Mianmar. O Conselho Estadual de Restauração da Lei e da Ordem foi abolido em 1997 e substituído pelo Conselho Estatal de Paz e Desenvolvimento (SPDC), que consistia em onze oficiais militares.
Na década de 1990, o Tatmadaw enfraqueceu severamente os grupos étnicos insurgentes, destruindo a maioria de suas bases e fortalezas.
Em novembro, 1989, também, Em 2006, o Tatmadaw lançou uma ofensiva militar em grande escala contra o braço armado do KNU, o Exército de Libertação Nacional Karen (ELNK). Os confrontos resultaram no deslocamento de centenas de milhares de civis no estado de Kayin. De acordo com uma estimativa, cerca de meio milhão de pessoas foram deslocadas devido aos combates entre as forças do governo e o KNU, e à migração forçada de aldeias pelo governo.
Em 2007, centenas de milhares de monges protestaram contra o governo da junta militar e pediram eleições livres, direitos das minorias e a libertação de prisioneiros políticos em um evento agora conhecido como Revolução Açafrão. O protesto começou originalmente em resposta à remoção dos subsídios aos preços do gás natural comprimido.
Em 2009, as forças da junta atacaram Kokang, resultando na perda do controle da área pelo Exército da Aliança Democrática Nacional de Myanmar e na fuga de cerca de 30.000 refugiados para Yunnan, na China.
Em 2010, as forças do Tatmadaw entraram em confronto violento com o Exército Budista Democrático Karen, resultando na fuga de quase 10.000 refugiados para a Tailândia para escapar do violento conflito.

### Governo civil (2011–2021)
O governo introduziu uma nova constituição em 2008 e instigou um período de reformas políticas de 2011 a 2015, com milhares de presos políticos sendo libertados, incluindo Aung San Suu Kyi. A constituição de 2008 também criou cinco zonas autônomas autoadministradas e uma divisão autoadministrada para seis grupos de minorias étnicas. Em novembro de 2014, o NLD tentou fazer emendas à constituição, em resposta a uma cláusula que tornava Aung San Suu Kyi inelegível para se tornar presidente de Mianmar se seu partido ganhasse uma eleição. Essas alterações, no entanto, foram rejeitadas.
Em 2013, grandes confrontos anti-muçulmanos ocorreram em várias cidades de Mianmar. A violência coincidiu com a ascensão do Movimento 969 nacionalista budista, liderado por Sayadaw U Wirathu.
Após o fim das reformas políticas em 2015, o governo começou a hospedar uma série de conferências de paz na esperança de encerrar o conflito. No entanto, esses esforços foram criticados por não atender às principais propostas feitas pelos grupos de cessar-fogo e por excluir os maiores grupos insurgentes do país que ainda estavam ativos. Os críticos do governo argumentaram que a atual constituição de Mianmar concede aos militares muito poder e impede o país de alcançar a paz e as reformas democráticas. Vários políticos e ativistas foram mortos por expressar sua oposição ao papel dos militares no governo, como o advogado constitucional Ko Ni, que foi assassinado depois de pedir reformas políticas para reduzir a influência dos militares.
No estado de Shan, os militares continuaram a combater o Exército da Aliança Democrática Nacional de Myanmar durante a ofensiva Kokang de 2015.
Em 9 de outubro de 2016, o Exército de Salvação dos Ruaingas de Arracão lançou seu primeiro ataque aos postos da fronteira birmanesa ao longo da fronteira entre Bangladesh e Mianmar, matando nove oficiais de fronteira. Isso levou o Tatmdaw a iniciar massivas "operações de limpeza" no norte do Estado de Rakhine, que se intensificaram após um segundo ataque em grande escala dos Ruaingas em 25 de agosto de 2017. A violência subsequente gerou protestos internacionais e foi descrita como uma limpeza étnica pelo Alto Comissariado das Nações Unidas para os Direitos Humanos.
No final de novembro de 2016, a Aliança do Norte - que consiste em quatro grupos insurgentes, o Exército Arakan (EA), o Exército da Independência de Kachin (EIK), o Exército da Aliança Nacional Democrática de Mianmar (EANDM) e o Exército de Libertação Nacional Ta'ang (ELNT) - atacou cidades e postos de fronteira ao longo da fronteira entre a China e Mianmar em Muse, no norte do estado de Shan. Os insurgentes capturaram a cidade de Mong Ko em 25 de novembro de 2016 e mantiveram o controle até que se retiraram da cidade em 4 de dezembro de 2016 para evitar vítimas civis em ataques aéreos da Força Aérea de Mianmar.
Em 15 de agosto de 2019, os insurgentes da Aliança do Norte atacaram um colégio militar no distrito de Nawnghkio, matando 15. Outros confrontos ocorreram nos dias seguintes, com os militares de Mianmar avisando que poderia haver uma "guerra em grande escala" no estado de Shan se a Aliança do Norte não parasse seus ataques.

### Golpe de estado de 2021 e ressurgimento da violência
Na madrugada de 1º de fevereiro de 2021, o governo civil liderado pelo LND foi derrubado por um golpe de estado militar, e o comandante-chefe do Tatmadaw, General Min Aung Hlaing, tornou-se o chefe de estado. Aung San Suu Kyi e vários outros membros importantes de seu governo foram presos pelos militares durante o golpe. Seguiram-se protestos em massa, com manifestantes exigindo a renúncia de Min Aung Hlaing e do recém-criado Conselho de Administração do Estado (SAC), a libertação dos presos no golpe e a restauração do governo civil.
Manifestantes anti-golpe se armaram com estilingues, coquetéis molotov e escudos improvisados. No final de março de 2021, foi relatado que dezenas de manifestantes viajaram para as áreas de fronteira de Mianmar para treinar sob o comando de um dos muitos grupos insurgentes do país, aumentando o risco de uma guerra civil em todo o país. O governo civil no exílio, o Comitê Representante do Pyidaungu Hluttaw (CRPH), propôs a formação de uma "força armada federal" para combater os militares.
Um dos primeiros casos de resistência armada por manifestantes ocorreu dentro e ao redor da cidade de Kalay, na região de Sagaing. Após o Tatmadaw invadir um acampamento de protesto em Kalay em 28 de março de 2021, manifestantes revidaram com rifles de caça e armas de fogo caseiras Vários grupos insurgentes, notadamente o Exército da Independência de Kachin e o Exército de Libertação Nacional Karen, também retomaram ou intensificaram seus ataques contra o Tatmadaw em resposta ao golpe.
Sete signatários do Acordo de Cessar-Fogo em todo o país anunciaram em 4 de abril de 2021 que haviam decidido ingressar no Governo de Unidade Nacional, incluindo a Frente Democrática Estudantil de Toda a Birmânia e a União Nacional Karen. Alguns dos grupos retomaram as hostilidades contra o governo da Junta.
Em Mindat e Hakha, no estado de Chin, a Força de Defesa de Chin iniciou uma resistência armada em 26 de abril de 2021.
Em 5 de maio de 2021, o Governo de Unidade Nacional declarou a formação de um braço armado, a Força de Defesa do Povo (PDF), para proteger seus apoiadores dos ataques da junta militar e como um primeiro passo para um Exército da União Federal. A Força confrontou o Tatmadaw na cidade de Muse em 23 de maio, matando pelo menos 13 membros das forças de segurança de Mianmar.. Membros da Força de Defesa do Povo Karenni (FDPK) no estado de Kayah também entraram em confronto com o Tatmadaw perto da capital do estado de Loikaw.
O Partido Comunista da Birmânia se rearmou e anunciou a criação de seu novo braço armado, o Exército de Libertação do Povo, no final de 2021.

## Conflito por região

### Estado de Chin e região de Sagaing
O povo Mizo de Mizoram, na Índia, e o povo Chin de Mianmar, assim como o povo Kuki, são todos povos Zo que compartilham uma cultura e história comuns.
Em 1960, o Exército de Libertação Chin foi fundado por Tun Kho Pum Baite para unificar as áreas habitadas por Chin, enquanto a Frente Nacional de Mizo (MNF) lutava pela independência de Mizo. O Exército Nacional Chin (ENC) foi formado em 1988. Ele assinou um acordo de cessar-fogo com o governo do Estado de Chin em 2012. O Exército Nacional Kuki (ENK) também foi fundado em 1988 com o objetivo de criar autonomia Kuki em Mianmar e na Índia.
Vários grupos separatistas que lutam contra o governo indiano no nordeste da Índia também operam a partir de bases em Mianmar, como o Exército Revolucionário de Zomi, a Frente de Libertação Unida de Assam (FLUA) e o Conselho Nacional Socialista de Naga (CNSN). Esses grupos freqüentemente cruzam para a Índia através da fronteira porosa.
Em junho de 2019, as tropas do Tatmadaw, em coordenação com o Exército Indiano, realizaram operações contra o quartel-general do CNSN em Taga, na Zona de Autoadministração de Naga da Região de Sagaing.

### Estado de Kachin

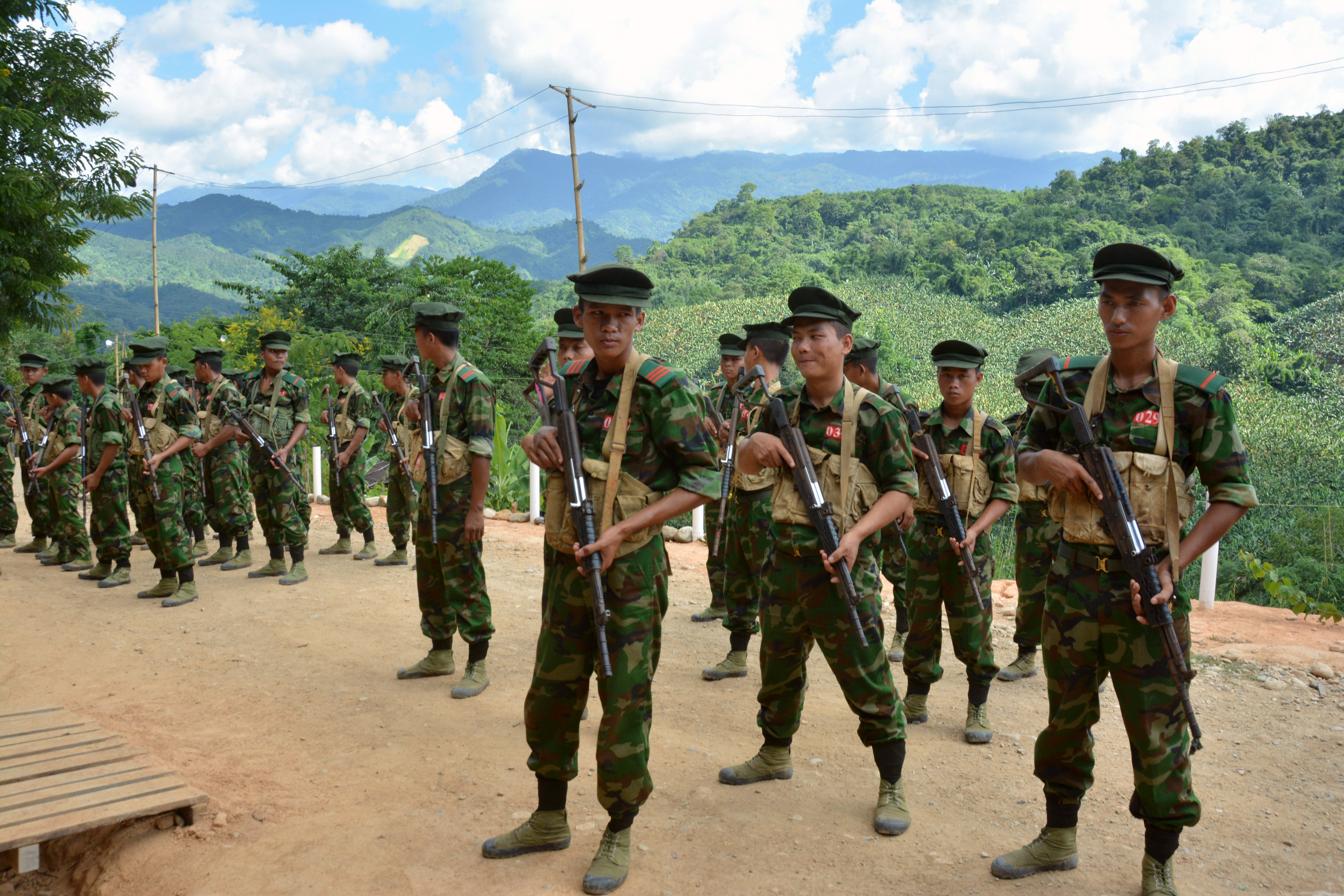
Cadetes do Exército da Independência de Kachin (EIK) se preparando para exercícios militares no quartel-general do grupo em Laiza.

O povo Kachin é uma importante minoria étnica em Mianmar, que habita principalmente as regiões montanhosas do norte das Colinas Kachin, no estado de Kachin. Soldados regulares Kachin anteriormente formavam uma parte significativa das forças armadas de Mianmar; no entanto, depois que o regime de Ne Win tomou o poder em 1962, muitos soldados Kachin desertaram do exército e se reorganizaram com os insurgentes Kachin já ativos para formar o Exército da Independência Kachin (EIK), sob a Organização da Independência Kachin (OIK). As tensões religiosas também têm sido uma fonte de conflito, já que o povo Kachin tem sido historicamente predominantemente cristão, enquanto a maioria do povo Bamar foi predominantemente budista.
Acordos de cessar-fogo foram assinados várias vezes entre o EIK e o governo; o mais notável foi um cessar-fogo assinado em 1994, que durou 17 anos até junho de 2011, quando as forças do governo atacaram as posições do EIK ao longo do rio Taping, a leste de Bhamo, no estado de Kachin. Como resultado do rompimento do acordo, o estado de Kachin enfrentou ondas de deslocamento interno, com mais de 90.000 deslocados internos espalhados por mais de 150 campos ou configurações semelhantes a campos em abril de 2017. Muitos campos de deslocados internos estão localizados em áreas não controladas pelo governo, com acesso severamente restrito. O Centro de Monitoramento de Deslocamento Interno (CMDI) estima que em abril e maio de 2018, mais de 14.000 pessoas foram deslocadas devido aos combates entre o EIK e o Tatmadaw.
Os confrontos entre o EIK e o Tatmadaw em 2012 resultaram em cerca de 2.500 vítimas (civis e militares), 211 das quais eram soldados do governo. A violência levou ao deslocamento de quase 100.000 civis e no abandono total ou parcial de 364 aldeias.
As forças do governo atacaram o quartel-general do Exército da Independência de Kachin, perto da cidade de Laiza, em 19 de novembro de 2014, matando pelo menos 22 insurgentes do EIK, segundo o governo.
N'Ban La tornou-se o presidente do OIK e o segundo em comando do EIK em janeiro de 2018. Htang Gam Shawng manteve sua posição como comandante-chefe do EIK.

### Estado de Kayah
Em 1957, grupos pró-independência no estado de Karenni (atual estado de Kayah ) fundaram o Partido Progressista Nacional Karenni (PPNK). Um braço armado, o Exército Karenni, foi estabelecido logo depois para lutar pela autodeterminação do povo Karenni. O Exército Karenni e o Tatmadaw lutaram na região desde então, exceto por um breve cessar-fogo de três meses em 1995. Rivais do PPNK incluem o partido de esquerda Partido Terra Nova de Kayan (PTNK) e a Frente Nacional de Libertação do Povo Karenni (FNLPK), ambos agora aliados do Tatmadaw.
As queixas declaradas do Exército Karenni em relação ao governo incluem a exploração do governo e o esgotamento rápido dos recursos naturais da região, a venda forçada de produtos agrícolas dos fazendeiros por preços baixos, extorsão e corrupção nas autoridades locais, trabalho forçado, realocação forçada de aldeias inteiras e fazendas, destruição de casas, plantação de minas em áreas civis, tortura, estupro, execuções extrajudiciais, queima de aldeias, roubo de alimentos e gado, detenções sem acusação e exploração dos pobres. O Exército Karenni é atualmente liderado pelo General Bee Htoo, e consiste em aproximadamente entre 500 e 1.500 soldados and 1,500 troops.
O conflito aumentou após o golpe militar de 2021, com a Força de Defesa do Povo Karenni (FDPK) liderada por civis abrindo uma nova frente no norte do Estado de Kayah. Depois que as tropas do Tatmadaw atacaram e incendiaram várias aldeias na região, os lutadores da FDPK lançaram uma ofensiva contra o Tatmadaw, capturando e destruindo vários postos militares.

### Estado de Kayin

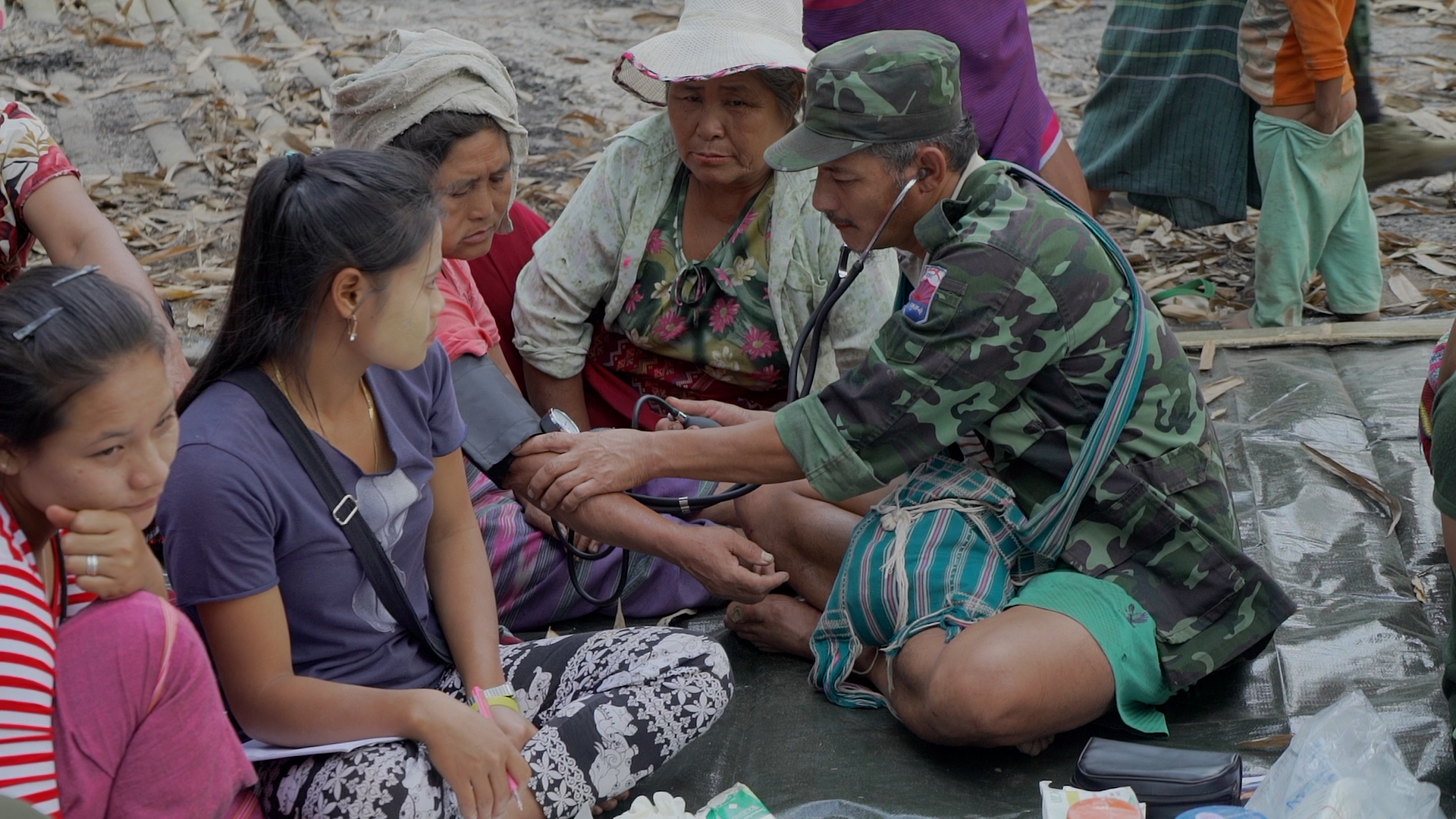
Um médico trata deslocados internos no distrito de Hpapun, no estado de Kayin.

O povo Karen do estado de Kayin (antigo estado de Karen) no leste de Mianmar é o terceiro maior grupo étnico de Mianmar, consistindo em cerca de 7% da população total do país. Grupos insurgentes Karen lutam pela independência e autodeterminação desde 1949. Em 1949, o comandante-em-chefe do Tatmadaw General Smith Dun, um Karen étnico, foi demitido por causa da ascensão de grupos de oposição Karen, o que aumentou as tensões étnicas. Ele foi substituído por Ne Win, um nacionalista de Bamar que viria a se tornar o ditador de Mianmar.
O governo de Mianmar foi acusado de usar táticas de "terra arrasada" contra civis Karen no passado, incluindo (mas não se limitando a) queimar aldeias inteiras, plantar minas terrestres, usar civis como mão de obra escrava, usar civis como varredores de minas e o estupro e assassinato de mulheres Karen. De acordo com um relatório do escritório de advocacia DLA Piper, cujo relatório foi apresentado ao Conselho de Segurança das Nações Unidas, essas táticas contra os Karen podem ser identificadas como limpeza étnica. O governo, entretanto, negou essas reivindicações..
O objetivo inicial da União Nacional Karen (UNK) e seu braço armado, o Exército de Libertação Nacional Karen (ELNK), era criar um estado independente para o povo Karen. No entanto, desde 1976, eles apelaram a uma união federal com representação justa do Karen e a autodeterminação do povo Karen. Quase todas as suas demandas e solicitações foram ignoradas ou negadas por sucessivos governos, um fator que contribuiu para várias negociações de paz fracassadas.
Em 1995, a sede principal e as bases operacionais do UNK foram destruídas ou capturadas pelo governo, forçando o ELNK a operar nas selvas do estado de Kayin. Até 1995, o governo tailandês apoiou os insurgentes na fronteira de Mianmar com a Tailândia, mas logo interrompeu seu apoio devido a um novo acordo econômico importante com Mianmar.
O UNK assinou o Acordo de Cessar-Fogo Nacional com o governo de Mianmar em 15 de outubro de 2015, junto com outros sete grupos insurgentes. No entanto, em março de 2018, o governo de Mianmar violou o acordo ao enviar 400 soldados do Tatmadaw para o território controlado pela UNK para construir uma estrada conectando duas bases militares. Os confrontos armados eclodiram entre o UNK e o Exército de Mianmar na área de Ler Mu Plaw do distrito de Hpapun, resultando no deslocamento de 2.000 pessoas. Em 17 de maio de 2018, o Tatmadaw concordou em "adiar temporariamente" seu projeto de estrada e retirar as tropas da área.
O UNK retomou sua luta contra o governo de Mianmar após o golpe militar de 2021. Em 27 de abril de 2021, os insurgentes do KNU capturaram uma base militar na margem oeste do rio Salween, que faz fronteira de Mianmar com a Tailândia. O Tatmadaw mais tarde retaliou com ataques aéreos nas posições KNU. Não houve vítimas relatadas por nenhum dos lados.

### Estado de Mon
O povo Mon busca a autodeterminação desde que Mianmar conquistou a independência em 1948, inicialmente sob a Frente do Povo Mon e a partir de 1962 por meio do Partido do Novo Estado de Mon (PNEM). O Exército de Libertação Nacional de Mon (ELNM) luta contra as forças do governo desde 1949. Assinou o Acordo de Cessar-Fogo Nacional em 2015 e teve pequenas escaramuças com o Exército de Libertação Nacional de Karen (ELNK).

### Estado de Rakhine

#### Insurgência rakhine

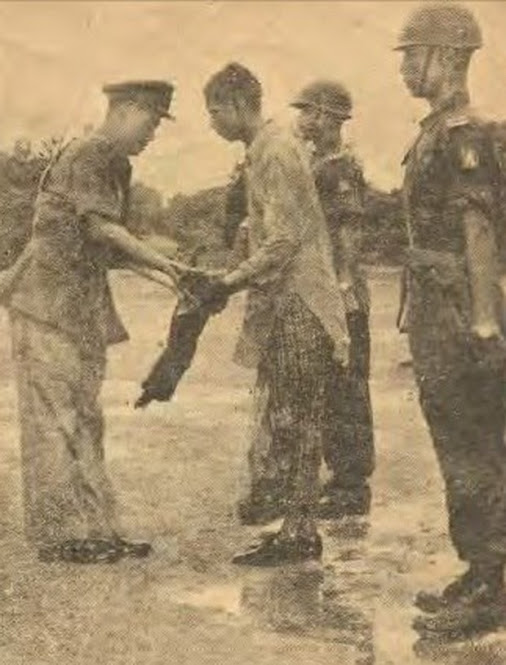
Um mujahid Rohingya entrega sua arma ao Brigadeiro-General Aung Gyi, em 4 de julho de 1961.

Grupos insurgentes das minorias étnicas Rakhine (anteriormente Arakanese), povo Chin, e Rohingya lutaram contra o governo pela autodeterminação no Estado de Rakhine desde o início dos anos 1950. A região foi um reduto do Partido Comunista Bandeira Vermelha até sua derrota pela Tatmadaw em 1978. Seu sucessor, o Partido Comunista de Arakan, continuou a insurgência no Estado de Rakhine até a década de 1990.
Grupos insurgentes étnicos de Rakhine, como o Exército Arakan e o Exército de Libertação Arakan (ELA), continuam a ter hostilidades contra o governo, embora a violência maior tenha sido rara desde as reformas políticas e as negociações de paz. O Exército Arakan, fundado em 2009, é atualmente o maior grupo insurgente no estado de Rakhine, com cerca de 7.000 combatentes.
Em 4 de janeiro de 2019, cerca de 300 insurgentes do Exército Arakan lançaram ataques antes do amanhecer contra quatro postos avançados da polícia de fronteira - Kyaung Taung, Nga Myin Taw, Ka Htee La e Kone Myint - no distrito de Buthidaung ao norte.. Treze membros da Polícia da Guarda de Fronteira (PGF) foram mortos e outros nove ficaram feridos, enquanto 40 armas de fogo e mais de 10.000 cartuchos de munição foram saqueados. O Exército Arakan declarou mais tarde que havia capturado nove membros do PGF e cinco civis, e que três de seus combatentes também foram mortos nos ataques.
Após os ataques, o Gabinete do Presidente de Mianmar realizou uma reunião de alto nível sobre segurança nacional na capital Naypyidaw em 7 de janeiro de 2019 e instruiu o Ministério da Defesa a aumentar o envio de tropas nas áreas que foram atacadas e usar aeronaves, se necessário. Conflitos subsequentes entre o Exército de Mianmar e o Exército Arakan foram relatados em Maungdaw, Buthidaung, Kyauktaw, Rathedaung e Cidades de Ponnagyun, forçando a saída de mais de 5.000 civis de suas casas, centenas dos quais (principalmente Rakhine e Khami) fugiram através da fronteira com Bangladesh. Vítimas de civis, espancamentos arbitrários e detenções de Rakhines étnicos, apreensões forçadas de propriedade, e bloqueio de ajuda alimentar e socorro médico pelo Tatmadaw também foram relatados.

#### Insurgência Rohingya
Os insurgentes Rohingya lutam contra as forças do governo local e outros grupos insurgentes no norte do Estado de Rakhine desde 1948, com a violência religiosa em curso entre os Rohingyas predominantemente muçulmanos e os Rakhines budistas alimentando o conflito.
Após a independência de Mianmar, mujahideens Rohingya lutaram contra as forças do governo em uma tentativa de separar e anexar as regiões habitadas por Rohingya ao Paquistão Oriental. Entre 1949 e 1954, os militares birmaneses lançaram várias operações para recuperar o controle da região. No final da década de 1950, os mujahideen haviam perdido grande parte de seu ímpeto e apoio, e a maioria de seus militantes havia se rendido em 1961.
A junta militar de Ne Win tornou-se cada vez mais hostil aos Rohingyas. As autoridades lançaram operações militares em grande escala para expulsar insurgentes e os chamados "estrangeiros" de Arakan, como a Operação Dragão Rei em 1978 e a Operação Pyi Thaya em 1991
Os direitos legais e políticos do povo Rohingya têm sido uma questão subjacente no conflito, com surtos espontâneos de violência, como os confrontos do Estado de Rakhine em 2012 e confrontos anti-muçulmanos em 2013 em Mianmar ocorrendo periodicamente como resultado. Apesar de constituírem a maioria da população nos três distritos do norte do estado de Rakhine, rohingyas costumam ser alvos de ataques de motivação religiosa. A lei de nacionalidade de 1982 não reconheceu os rohingyas como um grupo étnico nativo de Mianmar. Como resultado, os rohingyas não podem solicitar a cidadania birmanesa e existem poucas leis para proteger seus direitos.

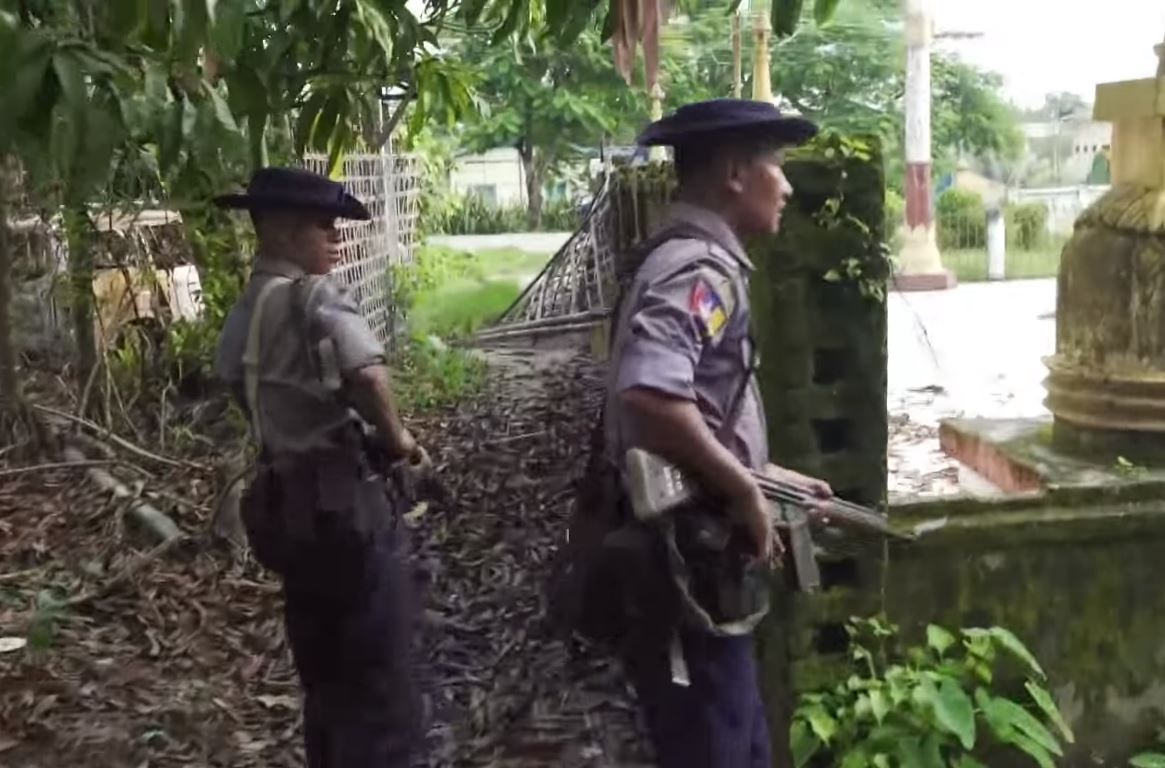
Membros da Força Policial de Mianmar patrulhando Maungdaw em setembro de 2017.

Em 9 de outubro de 2016, insurgentes não identificados atacaram três postos da fronteira birmanesa ao longo da fronteira de Mianmar com Bangladesh, iniciando um novo conflito armado no norte do Estado de Rakhine. De acordo com funcionários do governo na cidade fronteiriça de Maungdaw, os agressores saquearam várias dezenas de armas de fogo e munições dos postos de fronteira e brandiram facas e estilingues caseiros que dispararam parafusos de metal. Os ataques deixaram nove oficiais de fronteira e "vários insurgentes" mortos. Em 11 de outubro de 2016, quatro soldados do Tatmadaw foram mortos no terceiro dia de combate. Um grupo insurgente recém-formado, o Exército de Salvação Arakan Rohingya (ESAR), assumiu a responsabilidade uma semana depois.
Durante a madrugada de 25 de agosto de 2017, os insurgentes da ESAR lançaram ataques coordenados a 24 postos de polícia e à base do exército do 552º Batalhão de Infantaria Leve, matando uma dúzia de pessoas. Em resposta, o Tatmadaw lançou "operações de limpeza" no norte do Estado de Rakhine, que os críticos argumentaram que visavam civis Rohingya em vez de insurgentes. Após a violência, 200.000 civis permaneceram presos na região sem acesso adequado a mercados, meios de subsistência, serviços e cuidados médicos.

### Estado de Shan
O povo Shan é o maior grupo étnico do estado de Shan e o segundo maior de Mianmar. Eles foram um dos vários grupos étnicos consultados por Aung San durante as negociações que levaram ao Acordo de Panglong, que deu aos líderes Shan a opção de se separar de Mianmar uma década após a independência, caso estivessem insatisfeitos com o governo central. Isso, no entanto, não foi honrado pelo governo pós-independência dado o assassinato de Aung San. Durante a pesada militarização do estado pelo Tatmadaw no final dos anos 1940 e no início dos anos 1950, os moradores os acusaram de maltratar, torturar, roubar, estuprar, prender e massacrar ilegalmente os moradores. Como resultado, em 21 de maio de 1958, um movimento de resistência armada, liderado por Sao Noi e Saw Yanna, foi iniciado no estado de Shan.
O movimento ficou conhecido como Noom Suk Harn, literalmente "bravos jovens guerreiros". Um grupo dissidente se separou do Noom Suk Harn e, junto com o Frente Nacional Unificada Shan (FNUS), estabeleceu o Exército de Independência do Estado Shan (EIES) em 1960. O grupo acabou se tornando uma relevante força de combate, o Exército do Estado Shan, formado em 1964 com Sao Nang Hearn Kham (Mahadevi de Yawnghwe) como presidente. Em 1971, seu braço político, o Partido do Progresso do Estado Shan (SSPP), foi formado.
O Exército do Estado Shan (EES) entrou em conflito com os insurgentes do Partido Comunista da Birmânia (PCB), que há muito tempo atuavam ao longo da fronteira com a China. O Exército da Birmânia deu início à política Ka Kew Ye (KKY) de empregar forças étnicas para combater os comunistas e, em troca, eles teriam permissão para se envolver no comércio transfronteiriço. Isso fez com que muitas unidades do EES desertassem para as milícias. A EES também estava associada a senhores da guerra do ópio, como Lo Hsing Han e Khun Sa. Divisões internas resultaram na fratura da EES em muitas facções, e ele entrou em colapso em meados de 1976. Em 1971, foi formada uma facção pró-comunista do norte, conhecida como Exército do Estado Shan - Norte (SSA-N), que deu continuidade à insurgência.
Na década de 1960, Khun Sa, um líder da milícia KKY, foi autorizado pelo governo birmanês a cultivar e comercializar ópio em troca de lutar contra os insurgentes Shan e comunistas. Aos poucos, ele se tornou um dos líderes insurgentes mais poderosos do estado de Shan. Khun Sa foi capturado pelo Tatmadaw após conspirar com o EES em 1969, mas foi mais tarde liberado para a Tailândia, onde construiu um exército perto da fronteira com a Birmânia e se tornou o senhor da guerra do ópio dominante no Triângulo Dourado. Depois de ser expulso pelo Exército Tailandês em 1982, Khun Sa retornou à Birmânia e formou o Exército Mong Tai (EMT) em 1985. Na década de 1990, o EMT se tornou a força de combate Shan dominante, com força máxima de 20.000 soldados. Em 1991, Khun Sa declarou a criação de um Estado Shan independente, tendo ele mesmo como presidente. No entanto, alguns nacionalistas Shan no EMT discordaram de sua liderança e formaram uma organização Shan rival, o Exército Nacional do Estado Shan (ENES). O Exército Mong Tai foi rapidamente dissolvido após a deserção em massa, e o próprio Khun Sa se rendeu ao governo em 1996. Ele teve permissão para se aposentar em Yangon e manter sua grande fortuna.
O ENES rendeu-se ao governo em 2005 e um grupo dissidente saiu e formou o Exército do Estado Shan - Sul (EES-S) em Loi Tai Leng. Ele se tornou um dos maiores grupos insurgentes Shan em Mianmar, e atualmente tem cerca de 6.000 a 8.000 soldados. O EES-S foi liderado por Yawd Serk até sua renúncia em 2 de fevereiro de 2014. Sua ala política é o Conselho de Restauração do Estado Shan. O EES-S mantém bases ao longo da fronteira de Mianmar com a Tailândia e assinou um acordo de cessar-fogo com o governo em 2 de dezembro de 2011..
No norte do estado de Shan, o Partido Comunista da Birmânia, que travou um conflito de décadas, continuou a lutar contra o governo até 1989, quando um grupo de amotinados do PCB invadiu a sede do partido em Panghsang, forçando seus líderes a fugir para a China. Os quadros étnicos Wa do PCB sob Bao Youxiang formaram o Exército do Estado de Wa Unido e atualmente controlam o Estado Wa de facto autônomo. Um grupo dissidente liderado por Sai Leun se separou e formou o Exército da Aliança Democrática Nacional, que controla a área de Mong La (Região Especial 4). O Exército do Estado de Shan - Norte (EES-N) lutou contra o governo desde sua fundação em 1971 até a queda do PCB em 1989, quando assinou um acordo de cessar-fogo com o governo birmanês. Foi concedida autonomia pelo governo para as áreas sob seu controle, posteriormente designadas como Região Especial 3 do Estado Shan.
O Tatmadaw lançou uma ofensiva militar chamada Operação Perseverança (ဇွဲမန်ဟိန်း) contra os insurgentes no estado de Shan em 2011. Durante a ofensiva, o Tatmadaw capturou território do Exército da Aliança Democrática Nacional (EADN) e do Exército do Estado Shan - Norte (ESS-N), estando este último envolvido na maior parte dos combates. Embora essa operação tenha sido oficialmente uma resposta às rejeições dos grupos à política da junta "Uma nação, um exército", pesquisadores a vincularam aos interesses dos militares no comércio de jade.
Em outubro de 2015, o Tatmadaw lançou uma ofensiva militar para ocupar o território concedido ao EES-N sob um cessar-fogo anterior. O Tatmadaw usou artilharia pesada e ataques aéreos, deslocando milhares de civis.
Outros grupos armados étnicos na região incluem a União Democrática Lahu, o Exército de Libertação Nacional Ta'ang, o Exército Nacional Wa e o Exército de Libertação Nacional Pa-O, de tamanhos e afiliações variados.

#### Kokang
De 1960 a 1989, a área de Kokang, no norte do estado de Shan, foi controlada pelo Partido Comunista da Birmânia e, após a dissolução do braço armado do partido em 1989, tornou-se uma região especial de Mianmar sob o controle do Exército da Aliança Democrática das Nacionalidades de Mianmar (EADNM) O EADNM é um grupo insurgente Kokang ativo na Zona de Autoadministração de Kokang, no norte do Estado de Shan. O grupo assinou um acordo de cessar-fogo com o governo em 1989, mesmo ano de sua fundação, que durou duas décadas até 2009, quando tropas do governo entraram em território do EADNM na tentativa de conter o fluxo de drogas na área. A violência irrompeu novamente em 2015, quando o EADNM tentou retomar o território que havia perdido em 2009.. O EADNM entrou em confronto com as tropas do governo mais uma vez em 201.
O EADNM retomou sua luta contra o Tatmadaw em resposta ao golpe de estado de 2021. O EADNM e o Exército de Libertação Nacional Ta'ang (ELNT) realizaram vários ataques conjuntos contra o Tatmadaw no estado de Shan..

#### Estado Wa

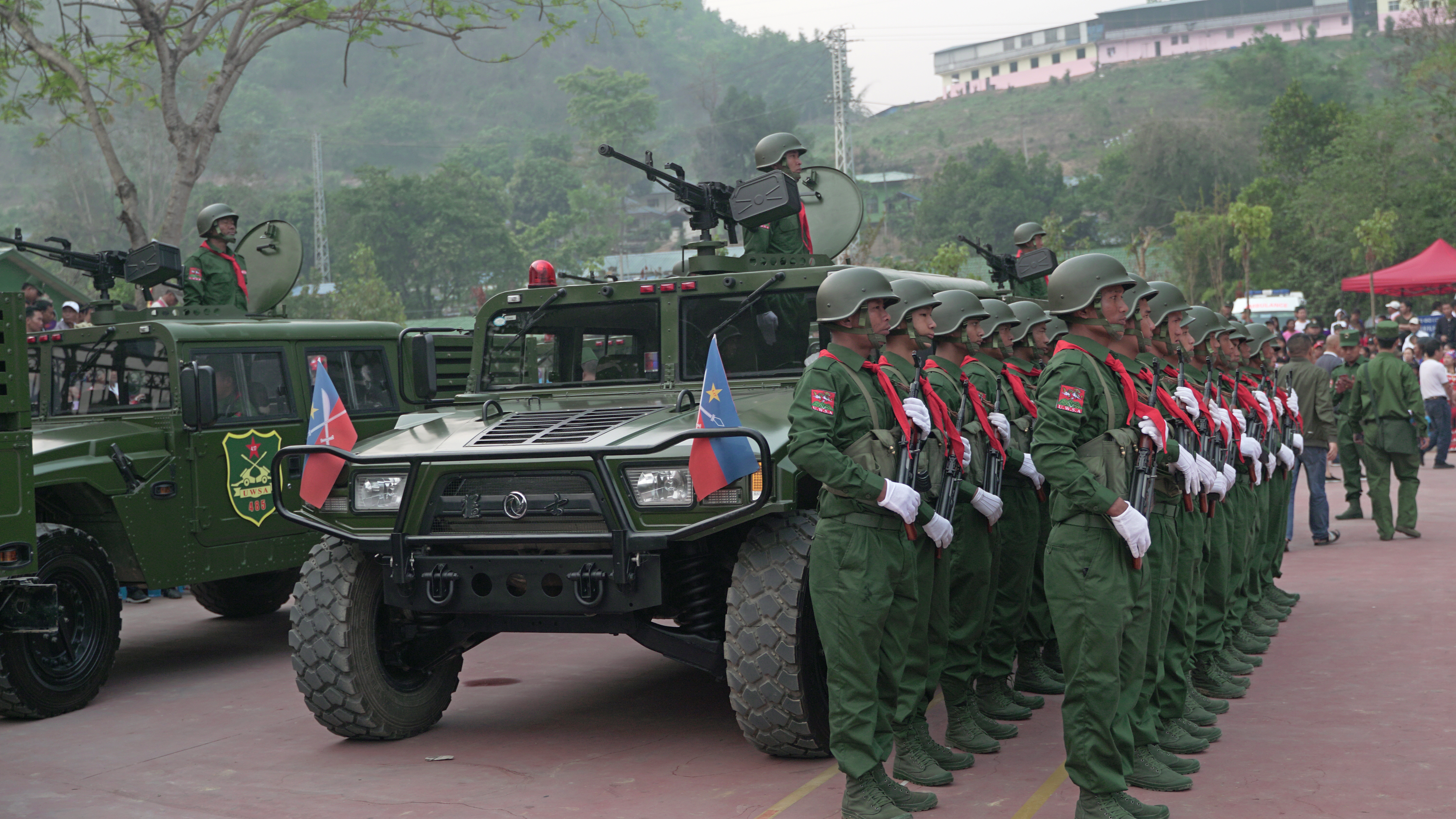
Tropas da PEUW durante uma cerimônia militar.

Em abril de 1989, uma facção do PCB comandada por Bao Youxiang anunciou sua separação e formou o Partido do Estado Unido de Wa. Em maio de 1989, assinou um acordo de cessar-fogo com o Conselho de Restauração da Ordem e Lei do Estado e desde então controlou o Estado de Wa, uma região independente de facto, separada do resto de Mianmar. O Estado Wa e o PEUW são fortemente apoiados pela China.

## Violação dos direitos humanos
O governo de Mianmar foi acusado de usar táticas de "terra arrasada" contra civis, principalmente no estado de Kayin. As acusações incluíam a queima de aldeias inteiras, o plantio de minas terrestres, o uso de civis como trabalho escravo, o uso de civis como varredores de minas e o estupro e assassinato de mulheres Karen. De acordo com um relatório do escritório de advocacia DLA Piper, cujo relatório foi apresentado ao Conselho de Segurança das Nações Unidas, essas táticas contra os Karen foram identificadas como limpeza étnica.
Ambos os lados foram acusados de usar minas terrestres, que causaram centenas de feridos e mortes de civis acidentais. O UNK foi acusado de plantar minas terrestres em áreas rurais, muitas das quais não foram desarmadas. O UNK afirma que o uso de minas terrestres é vital para repelir as forças do governo, porque "os desencoraja de atacar civis". No entanto, a maioria das pessoas que são vítimas de minas terrestres plantadas pela UNK são moradores locais, não soldados do governo. As vítimas de minas terrestres devem viajar para a fronteira de Mianmar com a Tailândia para buscar tratamento, pois os hospitais e instalações locais não têm equipamentos adequados e recursos.
Ambos os lados também foram acusados de usar milhares de crianças soldados, apesar do governo de Mianmar e sete grupos insurgentes terem assinado um acordo com a UNICEF em 2012, prometendo não explorar crianças para ganhos militares e políticos. A Organização Internacional do Trabalho (OIT) acusou ambas as partes de continuar a usar crianças-soldados em violação do acordo. De acordo com a OIT, o Tatmadaw dispensou centenas de crianças-soldados desde 2012; no entanto, a OIT também estimou que pelo menos 340 crianças soldados foram recrutadas pelo Tatmadaw entre 2013 e 2014. Enquanto isso, grupos insurgentes como o EADNM, EES-S e ELNT teriam coagido menores de idade para entrar em seus exércitos.
Um dos casos mais notáveis em que crianças soldados foram usadas em Mianmar foi o dos gêmeos Johnny e Luther Htoo, os líderes do Exército de Deus, uma ex-facção rebelde. Quando o Exército de Deus foi formado em 1997, a dupla tinha apenas dez anos de idade.

## Crise de refugiados e deslocamento interno

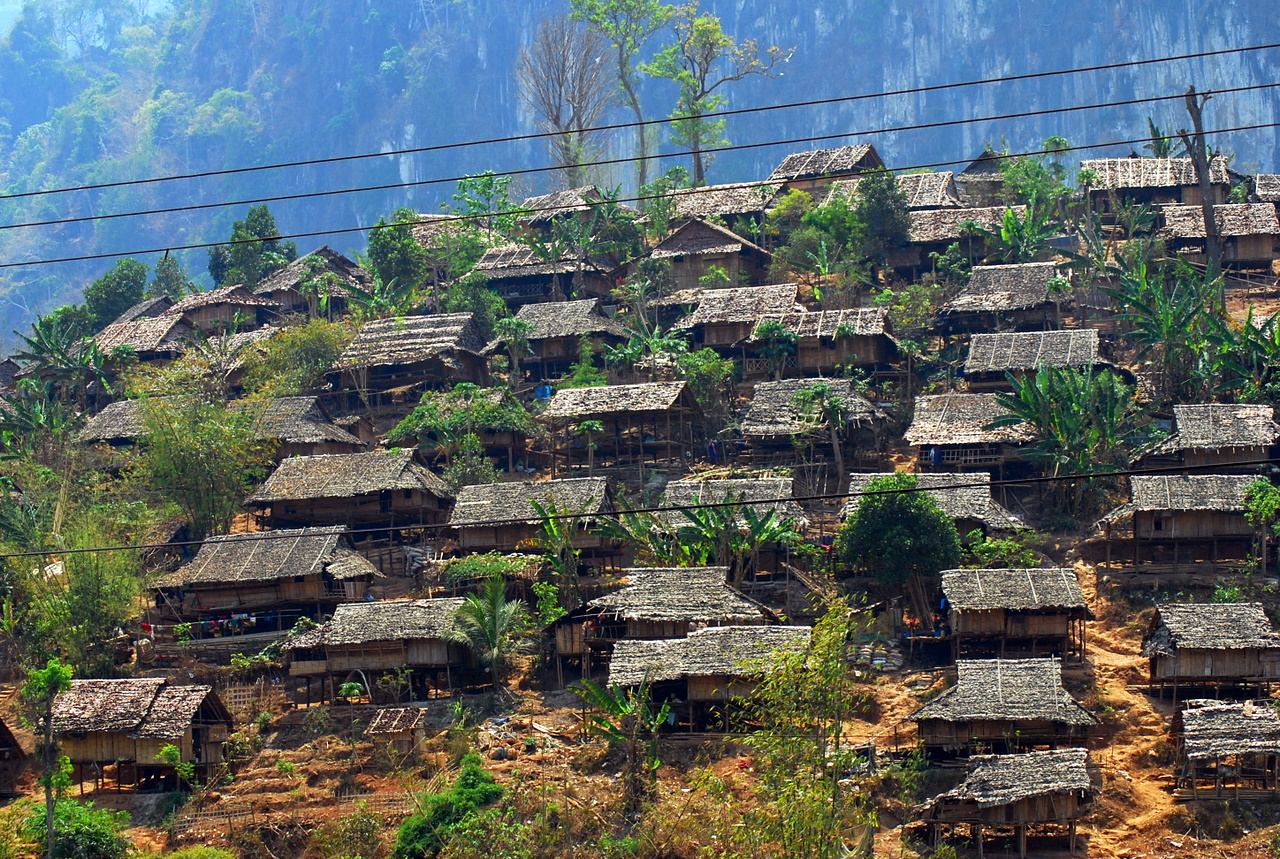
Campo de Mae La em Tak, Tailândia, um dos maiores dos nove campos do ACNUR na Tailândia, para onde mais de 700.000 refugiados, requerentes de asilo e apátridas fugiram.

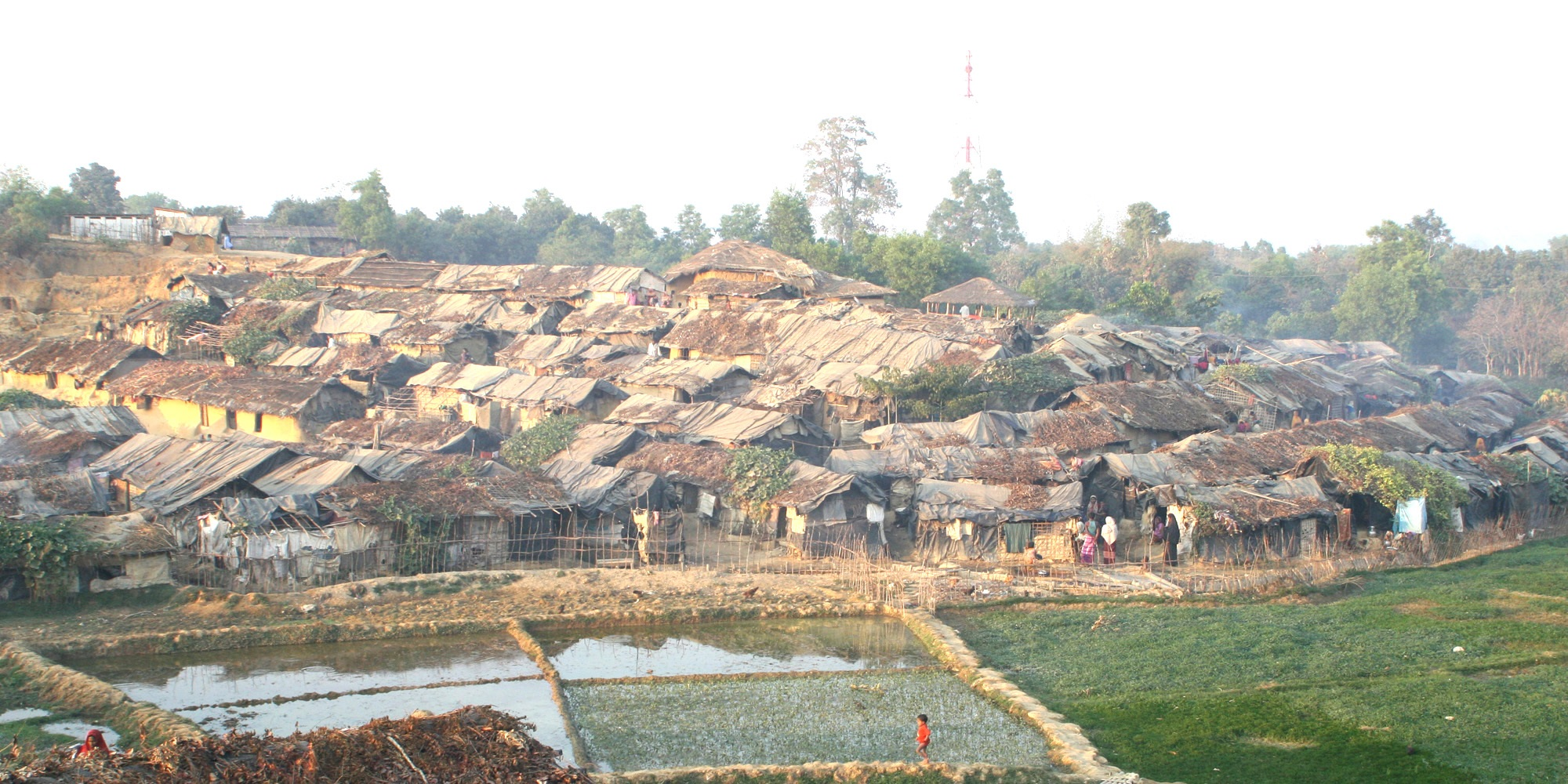
Campo de refugiados de Kutupalong em Bangladesh, lar de quase 550.000 refugiados Rohingya que vivem em abrigos improvisados.

O conflito resultou em um grande número de mortes de civis e refugiados, com muitos refugiados fugindo para países vizinhos, como Tailândia, China, Índia e Bangladesh. A perseguição aos indianos birmaneses e outras minorias étnicas após o golpe de 1962 levou à expulsão de quase 300.000 pessoas. A ONU estimou que entre 1996 e 2006, cerca de 1 milhões de pessoas foram deslocadas internamente dentro de Mianmar, mais de 230.000 das quais permanecem deslocadas no sudeste do país e 128.000 refugiados viviam em abrigos temporários na fronteira de Mianmar com a Tailândia. Em agosto de 2007, aproximadamente 160.000 refugiados fugiram para nove campos de refugiados ao longo da fronteira entre Mianmar e Tailândia e nas províncias da fronteira com a Tailândia, Chiang Mai e Ratchaburi. Aproximadamente 62% da população refugiada consistia em pessoas deslocadas de Karen. Organizações humanitárias como os Médicos sem Fronteiras enviaram trabalhadores e assistência médica aos refugiados.
Ao longo do conflito, funcionários do governo em Mianmar foram acusados de remover à força civis que viviam em áreas de conflito e de confiscar suas propriedades, a fim de reaproveitá-los para projetos comerciais, industriais e militares.
No estado de Rakhine, havia cerca de 75.000 Rohingyas deslocados internamente em 2012, de acordo com a Refugee International. O UNICEF informou que as condições de vida nos campos de refugiados de Rohingya, no estado de Rakhine, são "totalmente inadequadas" e não têm acesso a serviços básicos. Em outubro de 2017, havia uma estimativa de 947.000 refugiados Rohingya em Bangladesh.. O povo Rohingya foi descrito pelas Nações Unidas como "um dos menos desejados do mundo" e "uma das minorias mais perseguidas do mundo"."
O Centro de Monitoramento de Deslocamento Interno relata um total de 401.000 pessoas deslocadas internamente em Mianmar em 2018, devido a desastres naturais e humanos, bem como conflitos e violência.. Este número inclui deslocados internos em todo o país, com 131.000 no estado de Rakhine, 97.000 no estado de Kachin, 50.000 no estado de Kayin, 40.000 na região de Tanintharyi, 27.000 no estado de Karenni, 22.000 na região de Bago, 18.000 no estado de Mon, 15.000 no estado de Shan e 1.300 no estado de Chin. Destes deslocamentos totais, o IDMC estima que aproximadamente 42.000 pessoas foram deslocadas recentemente em 2018 por conflito e violência. Em comparação com 2017, a taxa de novos deslocados foi menor no estado de Rakhine, mas maior no estado de Kachin e no norte do estado de Shan, que juntos viram cerca de 36.000 pessoas deslocadas.
O Grupo Global de Coordenação e Gerenciamento de Acampamentos (GGCGM) estimou em 2019 que pelo menos 941.000 pessoas em Mianmar precisavam de assistência humanitária, com mais de 128.000 pessoas vivendo em campos de deslocados internos no estado de Rakhine e mais de 105.000 deslocados no estado de Kachin e no norte de Shan Estado. Embora muitos deslocamentos durem apenas durante os combates ativos, deslocamentos prolongados são evidenciados pelos campos nos estados de Kachin, Rakhine e Shan. As situações de moradia nesses acampamentos costumam ser superlotadas, com abrigo, saneamento, saúde, alimentação e educação inadequados. No total, estima-se que aproximadamente 35 por cento dos deslocados internos em Mianmar vivam em áreas não controladas pelo governo que têm acesso limitado, se não totalmente restrito, em novembro de 2019, complicando os esforços de socorro tanto para organizações internacionais quanto locais.

## Tentativas de cessar-fogo
Vários grupos insurgentes negociaram cessar-fogo e acordos de paz com sucessivos governos, mas a maioria se desfez.
Em janeiro de 19987, também, De acordo com as novas reformas constitucionais em 2011, acordos de cessar-fogo em nível estadual e nacional foram feitos com vários grupos insurgentes. 14 das 17 maiores facções rebeldes assinaram um acordo de cessar-fogo com o novo governo reformado. Todos os 14 signatários queriam negociações de acordo com o Acordo de Panglong de 1947, que concedia autodeterminação, um sistema federal de governo (significando autonomia regional), liberdade religiosa e direitos das minorias étnicas. No entanto, a nova constituição tinha apenas algumas cláusulas dedicadas aos direitos das minorias e, portanto, o governo discutiu com as facções rebeldes usando a nova constituição como referência, em vez do Acordo de Panglong. Não havia um plano ou órgão inclusivo que representasse todas as facções e, como resultado, com ressentimento, o UNK recuou da conferência e reclamou da falta de independência de cada partido dentro do bloco étnico. No entanto, a maioria das negociações entre a Comissão Estatal de Acordo de Paz e as facções rebeldes foram formais e pacíficas. No dim de dezembro.
Em 31 de março de 2015, um rascunho do Acordo de Cessar-Fogo Nacional (ACN) foi finalizado entre representantes de 15 grupos insurgentes diferentes (todos parte da Equipe de Coordenação de Cessar-fogo Nacional ou ECCN) e o governo de Mianmar. No entanto, apenas oito dos 15 grupos insurgentes assinaram o acordo final em 15 de outubro de 2015. A assinatura foi testemunhada por observadores e delegados das Nações Unidas, Reino Unido, Noruega, Japão e Estados Unidos. Dois outros grupos insurgentes aderiram posteriormente ao acordo em 13 de fevereiro de 2018.
A Conferência da União para a Paz - Panglong do Século 21 foi realizada de 31 de agosto a 4 de setembro de 2016 com várias organizações diferentes como representantes, em uma tentativa de mediação entre o governo e diferentes grupos insurgentes. As negociações terminaram sem que nenhum acordo fosse alcançado. O nome da conferência era uma referência à Conferência de Panglong original realizada durante o domínio britânico em 1947, que foi negociada entre Aung San e líderes étnicos.

## Respostas internacionais
Desde 1991, a Assembleia Geral da ONU adotou 25 resoluções diferentes sobre o governo de Mianmar, condenando juntas militares anteriores por suas violações sistemáticas dos direitos humanos e falta de liberdade política. Em 2009, eles instaram a então junta governante a tomar medidas urgentes para acabar com as violações dos direitos humanos internacionais e das leis humanitárias no país. O pedido foi atendido principalmente durante as reformas políticas que começaram em 2011 e terminaram em 2015.
Relatos de abusos de direitos humanos cometidos por militares e paramilitares locais levaram o Conselho de Direitos Humanos da ONU a lançar uma missão internacional independente de apuração de fatos em março de 2017, com a qual o governo de Mianmar não cooperou. O relatório da missão (A / HRC / 39/64) divulgado em setembro de 2018 destacou "padrões claros" de graves abusos dos direitos humanos e violações do direito internacional humanitário no estado de Kachin, estado de Rakhine e estado de Shan desde 2011. Os Tatmadaw são acusados de alvejamento deliberado e sistemático de civis, violência sexual, retórica discriminatória contra minorias e impunidade de seus soldados.
Os depoimentos de testemunhas oculares alegaram que no estado de Rakhine, "operações de limpeza" pelo Tatmadaw totalizaram assassinatos em massa planejados e deliberados em pelo menos 54 locais. Foi relatado que centenas e talvez milhares de mulheres e meninas Rohingya foram estupradas, incluindo estupros coletivos, e pelo menos 392 aldeias Rohingya foram totalmente queimadas. O relatório também destacou a condenação de Wa Lone e Kyaw Soe Oo, dois repórteres da Reuters que expuseram o assassinato extrajudicial de dez homens Rohingya pelos militares e foram posteriormente presos; os jornalistas já foram libertados e receberam o Prêmio Pulitzer de 2019 por suas reportagens.
Além da violência contra as comunidades Rohingya, o relatório observou abusos de Tatamadaw contra Rakhine étnico, incluindo trabalho forçado, violência sexual, despejos forçados e assassinatos. Também destacou crimes cometidos por grupos insurgentes nos estados de Kachin, Rakhine e Shan, incluindo incêndio criminoso, extorsão, destruição de propriedade, trabalho forçado, estupro, assassinato e desaparecimentos forçados. A missão apelou a uma investigação e acusação de líderes militares, em particular do comandante-em-chefe, General Min Aung Hlaing, no Tribunal Penal Internacional (TPI) por genocídio, crimes contra a humanidade e crimes de guerra.
A Gâmbia abriu um processo contra Mianmar no Tribunal Internacional de Justiça em 11 de novembro de 2019. A conselheira de estado de Mianmar, Aung San Suu Kyi, defendeu os generais militares de seu país contra acusações de genocídio em audiências públicas em dezembro de 2019.

## Apoio estrangeiro

### China
A República Popular da China há muito é acusada de ter um papel multifacetado no conflito, devido às suas relações estreitas com o governo de Mianmar e grupos insurgentes ativos ao longo da fronteira entre a China e Mianmar.
A China apoiou abertamente o Partido Comunista da Birmânia (PCB) e sua busca pelo Pensamento Mao Zedong durante os anos 1960 e 1970. Depois que o braço armado do PCB concordou em se desarmar em 1988, a China foi acusada por Mianmar de continuar apoiando grupos insurgentes que operavam ao longo de sua fronteira, como o Exército Unido do Estado de Wa e o Exército da Aliança Nacional Democrática de Mianmar, este último mantendo laços mais estreitos com China devido a uma origem étnica chinesa Han comum.
Em 2016, a China se comprometeu a apoiar o processo de paz de Mianmar encorajando grupos insurgentes amigos da China a participarem de negociações de paz com o governo birmanês e enviando mais soldados para proteger sua fronteira com Mianmar. A China também ofereceu $ 3 milhões de dólares para financiar as negociações. No entanto, o governo birmanês expressou suspeitas sobre o envolvimento da China no processo de paz, devido às alegadas ligações da China com a Aliança do Norte e o Exército Unido do Estado de Wa.

### India
Índia e Mianmar compartilham um relacionamento militar estratégico devido à sobreposição de insurgências no nordeste da Índia. A Índia forneceu aos militares de Mianmar treinamento, armas e equipamento tático. Os exércitos dos dois países realizam operações conjuntas contra insurgentes em suas fronteiras desde a década de 1990. Mianmar também teve um papel ativo na localização e prisão de insurgentes que fugiram do nordeste da Índia; em maio de 2020, Mianmar entregou 22 insurgentes, incluindo vários comandantes importantes, às autoridades indianas. Da mesma forma, a Índia foi o único país a repatriar refugiados Rohingya de volta a Mianmar, apesar do clamor global.

### Pakistan
De 1948 a 1950, o Paquistão enviou ajuda aos mujahideen no norte de Arakan (atual Estado de Rakhine). Em 1950, o governo do Paquistão alertou seus colegas birmaneses sobre o tratamento que dispensavam aos muçulmanos. Em resposta, o primeiro-ministro birmanês U Nu enviou imediatamente um diplomata muçulmano, Pe Khin, para negociar um memorando de entendimento. O Paquistão concordou em cessar a ajuda aos mujahideen e prender membros do grupo. Em 1954, o líder mujahid Mir Kassem foi preso pelas autoridades paquistanesas e muitos de seus seguidores mais tarde se renderam ao governo birmanês.
O International Crisis Group relatou em 14 de dezembro de 2016 que, em entrevistas com o Exército de Salvação Arakan Rohingya (ESAR), seus líderes afirmaram ter ligações com doadores privados na Arábia Saudita e no Paquistão. O ICG também divulgou relatórios não confirmados de que os moradores de Rohingya foram "treinados secretamente" por combatentes afegãos e paquistaneses. Em setembro de 2017, fontes de Bangladesh afirmaram que a possibilidade de cooperação entre o Inter-Services Intelligence (ISI) do Paquistão e a ESAR era "extremamente alta".

### Russia
Em novembro de 2013, delegações das Forças Armadas birmanesas e russas se reuniram em Naypyidaw e concordaram em fortalecer a cooperação entre as duas, especialmente no que diz respeito ao intercâmbio de tecnologia militar. Mianmar e a Rússia assinaram um acordo de cooperação militar em junho de 2016, com a Rússia prometendo mais armas e treinamento para os militares de Mianmar.

### Thailand
A Tailândia apoiou abertamente vários grupos insurgentes em Mianmar, condenando as ações feitas pelas juntas militares no poder e permitindo que armas e munições fossem contrabandeadas através de sua fronteira por meio de uma fiscalização frouxa. No entanto, em 1995, o governo tailandês garantiu sua fronteira com Mianmar e interrompeu todo o apoio logístico que passava pela Tailândia depois de assinar um importante acordo econômico com Mianmar.

### Estados Unidos da América
A partir de 1951, a CIA começou a ajudar soldados do Kuomintang que fugiram da China para Mianmar após o avanço das forças comunistas chinesas em Yunnan. Isso incluiu a Operação Paper, que envolveu o fornecimento de ajuda não letal através da Tailândia até 1953, quando eles transportaram 7.000 soldados para Taiwan e encerraram a operação.

### Iugoslávia
A Iugoslávia tornou-se o principal fornecedor de armas para o governo birmanês no início de 1952, quando os birmaneses estenderam a mão para Belgrado devido ao apoio lento e incômodo dos Estados Unidos e do Reino Unido. Como resultado, as duas nações tornaram-se muito próximas e o Exército Nacional Iugoslavo enviou conselheiros para ajudar nas linhas de frente. O repentino relacionamento forte entre a Birmânia e a Iugoslávia despertou preocupação entre os americanos, que temiam que o apoio iugoslavo fortaleceria a ideologia marxista no governo. Ne Win, que anteriormente buscava apoio exclusivamente do Ocidente, ficou impressionado com a velocidade da cooperação birmanesa-iugoslava e viajou para Belgrado em 1953.

### Fornecedores de armas
Em 2019, os militares de Mianmar são fornecidos por quatorze empresas de armas de sete países; China, Índia, Israel, Coreia do Norte, Filipinas, Rússia e Ucrânia.
O Vietnã também apoiou abertamente os esforços de modernização dos militares de Mianmar, fornecendo munição e equipamento militar. Oficiais militares birmaneses também visitaram o Vietnã para receber conselhos militares de seus colegas do Exército Popular do Vietnã.

### Soldados estrangeiros
Dave Everett era membro do Regimento do Serviço Aéreo Especial australiano antes de partir em 1986 e ingressar no Exército de Libertação Nacional Karen (ELNK) como mercenário. Everett lutou ao lado do ELNK sob o pseudônimo de "Steve" e treinou insurgentes, ajudando-os a melhorar sua pontaria e ensinando-os a usar minas antipessoal claymore. Para financiar seu tempo com o ELNK, Everett perpetrou vários roubos na Austrália com a ajuda de cúmplices e teve aulas de pilotagem para que pudesse contrabandear armas para Mianmar. Everett voltou para a Austrália um ano depois, em 1987.
Ex-membros das forças especiais britânicas, forças especiais australianas, boinas verdes, Legião estrangeira francesa e Spetsnaz russos também foram relatados lutando ao lado de insurgentes recentemente em 2012.